# Anette Hoffmann
Anette Hoffmann-Møberg, född 5 maj 1971 i Egvad, är en dansk handbollsspelare som avslutat sin karriär.

## Klubbkarriär
Hoffman spelade i början för Jelling och bytte klubb 1990 till Viborgs HK och spelade där till 1997 Vänstersexan har sammanlagt spelat 207 Liga- och Europacupmatcher för Viborg.Hon vann 3 danska mästerskap och EHF cupen en gång med klubben. Hon spelade sedan ett år den spanska föreningen Corte Blanco Bidebieta innan hon 1998 anslöt till KIF Kolding  där hon 2002 avslutade sin handbollskarriär.

### Landslagskarriär
Anette Hoffman spelade 183 landskamper för Danmark och gjorde 641 mål i landslaget. Hon tog OS-guld i damernas turnering i samband med de olympiska handbollstävlingarna 1996 i Atlanta. Hon upprepade OS-guldet i damernas turnering i samband med de olympiska handbollstävlingarna 2000 i Sydney. Hon var också med och vann VM-guld 1997 samt EM-guld 1994 och 1996.

## Klubbar
- Jelling (–1990)
- Viborg HK (1990–1997)
- Corteblanco Bidebieta (1997–1998)
- KIF Kolding (1998–2002)